# ロシニョール
ロシニョール （Rossignol）は、フランス・イゼール県に本拠を置くスキー・スノーボード用品を中心に製造・販売する企業。ロシニョールとはフランス語でサヨナキドリを意味する。

## 沿革
- 1907年 - 織物業アベル・ロシニョールにより初めてロシニョールスキーが製作された。
- 1955年 - Nils BOIX VIVESに買収され、スキー分野に注力
- 1960年 - スコーバレーオリンピックの滑降競技でJean VUARNETが金メダルを獲得
- 1961年 - フランス政府よりスキーの公式用品として認められルースター(鶏)マークを使う事を許される
- 1964年 - 日本での販売が始まる
- 1960年代 - 初のプラスチックスキーを生産
- 1969年 - ディナスター (w:Dynastar) を買収
- 1990年 - 2000年 - ブーツメーカーのラング（Lange）、ビンディングメーカーのルック（Look）, Emeryを買収し、ウィンタースポーツ分野全般に進出。Clevelandを買収し、ゴルフ分野にも進出。
- 1998年 - 長野オリンピックでジャンプ原田雅彦と岡部孝信が金メダルを獲得
- 2004年 - エミリオ・プッチのコレクションを発売
- 2005年 - クイックシルバーに買収される
- 2006年 - 世界に先駆けてロシニョールアパレルが日本で発売される
- 2007年 - 100周年を記念して”100years anniversary"が行われる。同時にOlympic41や4Sのレプリカモデルも発売される。